# 22963 Fuls
22963 Fuls este o planetă minoră (asteroid) din centura de asteroizi. A fost descoperită pe 28 octombrie 1999 la Catalina Station⁠(d) de Catalina Sky Survey. 
Obiectul prezintă o orbită caracterizată de o semiaxă mare de 2,2973372 UAi, o excentricitate de 0,17, o înclinație de 4,21114 ° în raport cu ecliptica.